# Paraidemona mimica
Paraidemona mimica är en insektsart som beskrevs av Scudder, S.H. 1897. Paraidemona mimica ingår i släktet Paraidemona och familjen gräshoppor. Inga underarter finns listade i Catalogue of Life.